# Docking (moleculair)
Op het gebied van moleculair modelleren is docking een methode om de geprefereerde oriëntatie van een molecuul te voorspellen wanneer deze gebonden is aan en een stabiel complex vormt met een ander molecuul. Kennis van die voorkeursoriëntatie kan vervolgens gebruikt worden om de sterkte van de bindings affiniteit tussen de twee moleculen te bepalen, bijvoorbeeld met behulp van scoringsfuncties.
De associaties tussen biologisch relevante moleculen zoals eiwitten, peptiden, nucleïnezuren, koolhydraten en lipiden spelen een centrale rol bij signaaltransductie. Bovendien kan de oriëntatie van twee gebonden moleculen het type signaal dat wordt geproduceerd beïnvloeden (bijvoorbeeld agonisme versus antagonisme). Daarom is docking een nuttig middel voor het voorspellen van zowel de sterkte als het type signaal dat wordt geproduceerd.
Moleculair docking is een van de meest gebruikte methodes bij het ontwerpen van geneesmiddelen op basis van structuur, vanwege het vermogen om de bindingsconformatie te voorspellen van kleine molecuulliganden aan de beoogde bindingslocatie.